# Cresta alveolar

Vista lateral del cap humà. La cresta alveolar superior està localitzada entre els nombres 4 i 5.

Una cresta alveolar; també coneguda com el marge alveolar, és una de les dues crestes de la mandíbula ja sigui en el sostre de la boca entre les dents superiors i el paladar dur o en la part inferior de la boca darrere de les dents inferiors. Les crestes alveolars contenen els alvèols dentals. Es poden notar amb la llengua en l'àrea just a sobre de les dents superiors o sota les dents inferiors. La seva superfície està coberta de petites crestes. Els sons produïts amb la llengua tocant la cresta alveolar s'anomenen consonats alveolars. En molts idiomes les consonants s'articulen amb la llengua tocant o prop de la cresta alveolar superior. Les primeres són les alveolar oclusives, i les últimes les alveolar fricatives.
Exemples d'alveolars són els fonemes en llengua catalana són: [z], [s], [n], [l], [r], mentre que els sons [t] i [d] (que en anglès s'articulen com alveolars) en català, en canvi, són articulats com dentals.